# السعادة (جريدة)
السّعادة (7 نوفمبر 1904 - 27 ديسمبر 1956) هي صحيفة أسبوعية كانت تُنشر باللغة العربية في المغرب، وكانت بمثابة لسان حال الحكومة الفرنسية. كانت الصحيفة ممولة من فرنسا، وطُبِعت في الأصل في مقر المفوضية الفرنسية بطنجة، واستخدمت كأداة لنشر الأفكار الفرنسية بين المغاربة. وصلت إلى جميع مدن المغرب الكبير. وُصِف محتواها بأنه استعماري ومُوجّه للرأي العام في المغرب.

## التاريخ
عندما صدرت الصحيفة عام 1904، كان مدير تحريرها جزائريًا يُدعى إدريس بن محمد الخبزاوي.
وتعليقًا على أزمة طنجة عام 1905 نشرت صحيفة السعادة ما يلي:
«لا شك أن هاته الاتفاقية الفرنساوية الألمانية قد كشفت قناع المسألة المغربية وأزالت جميع العقبات التي كانت سابقا في وجه الدولة الفرنساوية حيث تحصلت بحسن سياسة وزير خارجيتها وخبرته بالأمور الحكمية على اعتراف دولة الألمان بجميع حقوقها في المغرب ومما يتعلق به كالمعاهدات العتيقة»
نُشرت صحيفة السعادة لأول مرة في مقر المفوضية الفرنسية بطنجة، ثم انتقلت إلى الرباط عام 1913.

### وديع كرم

#### استهداف علماء فاس
اتخذ الخط التحريري للصحيفة منعطفًا أكثر راديكالية عندما عُيِّن وديع كرم رئيساً للتحرير عام 1906، وهو رجل ماروني من بلاد الشام. استهدف خطه التحريري العلماء الصوفيين في فاس بعد مبايعتهم للسلطان عبد الحفيظ. وصف مقال نُشر في 15 يناير 1908 علماء فاس ب«الزنادقة والمارقين الثوار».

نشرت السعادة أكثر من 20 مقالاً عن زعيم الطريقة الكتانية الصوفية ومهندس البيعة المشروطة لعبد الحفيظ عام 1908 - محمد بن عبد الكبير الكتاني - وعائلته وأتباعه. ودفعت الصحيفة بفكرة أن الشيخ الصوفي سعى إلى قلب النظام الملكي، وتاق إلى سلطة السلطان.
«المخزن كان نافرا من الكتاني تيقنا منه أن الرجل لا يقصد من وراء ورده الأمور الدينية وإنما له غاية أخرى يجللها بثوب الدين، ولذلك لم يحتفل به المخزن كما ينبغي ولا راعى شأنه كما يستحق. المخزن نفسه عارف ما يبطنه الكتاني وما تنطوي عليه نيته من الوثوب على الملك، وما له من المكانة في قلوب البربر.»

حاول شيوخ فاس منع الصحيفة - التي أطلقوا عليها اسم «الشقاوة» - من دخول المدينة. في 30 يناير 1908، أفادت صحيفة (Le Rappel) أن مجلس علماء فاس أعلن حظر «السعادة» في فاس، وأن محررها وديع كرم بحاجة إلى عقاب رادع.
كما نشر وجهاء فاس مقالات تدحض الأفكار في المنشورة في السعادة، ولم يتردّدوا في توجيه السّهام إلى وديع كرم مٌباشرة، ومن ذلك:
- الجيش العرمرم لهزم وديع كرم، لمؤلف مجهول، فرغ من تأليفه سنة 1908 (طبع على الحجر بفاس في 24 صفحة)[9]
- سنان القلم لتنبيه وديع كرم، لصاحبها محمد العابد بنسودة (طبعة حجرية. فاس 1909 في 32 صفحة).[16][9]

#### استهداف ماء العينين
نفذت السعادة حملة اغتيال واسعة لشخصية الشيخ ماء العينين، بالتشكيك في وطنيته وتدينه، ووصفه بأنه متسول عديم الضمير ومهرب أسلحة، حتى أنه رُوّجت شائعات بأن أتباعه من الشيعة.
نشرت السعادة عن ماء العينين:
«عاد شيخ الصحراء إلى دسائسه المفطور عليها، فقام بما هايج من الخواطر يوم مروره بالشواطئ البحرية عند رجوعه إلى مقره، ولم يقنع بما ناله من الأموال وحاز من الهدايا، بل أرسل الآن ولده إلى فاس يتظاهر أمام المخزن باستعداد أبيه لحماية المخزن وإخراج الإفرنسيين من وجدة»

«لم يكن إشفاق المولى عبد العزيز على هذا الشيخ ولا أكرمه سخاء على حاشيته وأتباعه فمازلنا نتذكر الأنعام العديدة التي حباه بها في العام الماضي والذنوب الكبيرة التي تحمل المخون مسؤوليتها يوم مروره بالدار البيضاء وكيف كانت العمال تقاد إلى طاعة الشيخ صاغرة كالنعاج لدى الراعي والأمناء تتسابق للتبريك …حاملة الهدايا والدراهم، والشيخ يهزأ بالمخزن ويضحك عليه»

### تحت الحماية الفرنسية
مع إنشاء الحماية الفرنسية، نقل المقيم العام هوبير ليوطي جريدة السعادة إلى الرباط في أكتوبر 1913، وأصبحت الناطق الرسمي باسم الإقامة العامة الفرنسية في المغرب. كانت تقع في شارع ديلكاس. قدم ليوطي تمويلًا ودعمًا وافرًا، وعين مستعربًا فرنسيًا اسمه يوجين ماركو مديرا.